# مواد تغییر فاز دهنده
مواد تغییر فازدهنده (به انگلیسی: phase change material) (به‌صورت اختصاری PCM). انرژی حرارتی را به دو صورت انرژی گرمایی محسوس و نهان می‌توان در مواد ذخیره کرد. در ذخیره انرژی محسوس انرژی گرمایی با افزایش دمای جسم جامد یا مایع در آن انبارش می‌شود. میزان انرژی محسوس ذخیره شده در جسم وابسته به دما، ظرفیت گرمایی ویژه و جرم جسم می‌باشد. ذخیره انرژی گرمایی توسط جسم به صورت نهان به هنگام تغییر فاز جسم از فاز جامد به مایع یا مایع به گاز یا جامد به جامد صورت می‌گیرد. مواد تغییر فازدهنده انرژی را به صورت گرمای نهان ذوب ذخیره می‌کنند. همان‌طور که گفته شد ذخیره‌سازی گرما از ۳ طریق تغییر فاز صورت می‌گیرد، در حالت اول که تغییر فاز از جامد به جامد است به دلیل این که انتقال گرما بسیار آهسته و اندک می‌باشد مناسب نیست. در حالت دوم یعنی تغییر فاز مایع به گاز هم به دلیل نیاز به گرما بالا و همچنین ایجاد حجم فشار بالای گاز عملی نمی‌باشد. اما تغییر فاز از جامد به مایع مناسب تر است که این ویژگی در مواد تغییر فازدهنده PCM وجود دارد، که در دمای ثابت با جذب گرما از فاز جامد به مایع تبدیل می‌شوند.
این مواد انرژی را تقریباً در همان دمایی که جذب می‌کنند، آزاد نیز می‌کنند.

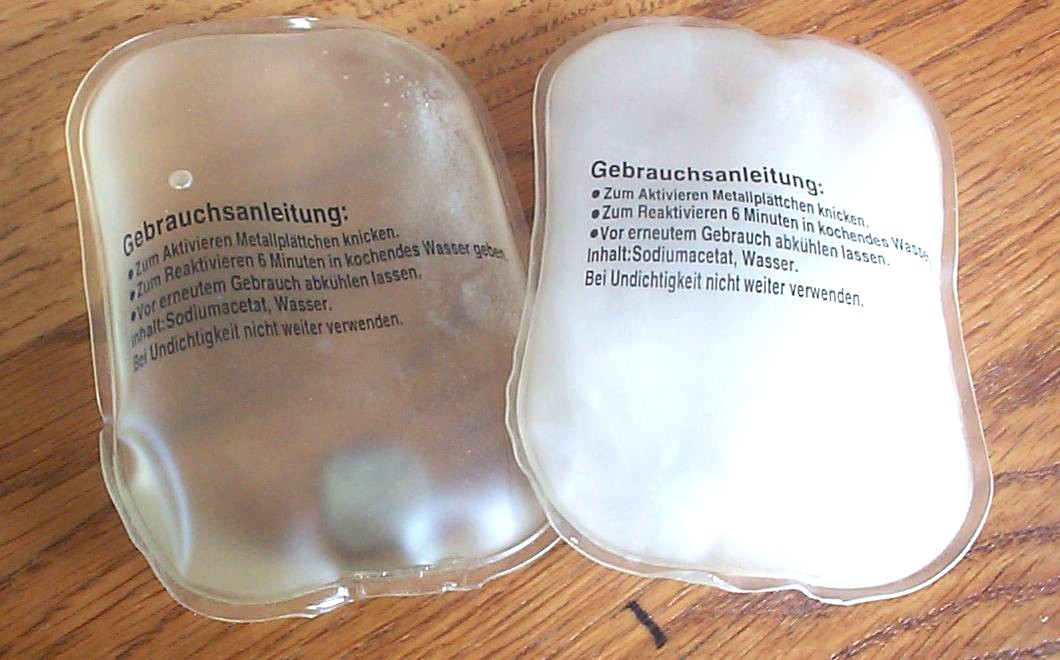
پد گرم‌کنندهسدیم استات، وقتی محلول استات سدیم کریستال شود، گرم می‌شود.

PCMها در دمای اتاق جامد هستند.

## ویژگی‌ها
1. در شاخه مهندسی از مواد تغییر فازدهنده برای به‌کارگیری و ذخیره انرژی استفاده می‌شود.
2. مناسب برای حفظ دمای آسایش
3. این مواد تمایل به افزایش ذخیره‌سازی حرارت ده برابر بیشتر از آب و سنگ و زمین دارند.
4. ازنظر شیمیایی پایدارند.
5. قابل بازیافت هستند.
6. غیر واکنش پذیرند.
7. دارای طول عمر[۳]

## دسته‌بندی
1. پارافین و اسیدهای چرب
2. مواد معدنی، هیدراتهای نمک
3. مواد ترکیبی
4. مواد جاذب رطوبت

### پارافین و اسیدهای چرب

#### مزایای استفاده
- منجمد شدن بدون سرد کردن بسیار، قابلیت ذوب یکنواخت، سازگاری با مواد ساخت و ساز، تفکیک‌ناپذیر، دارای خواص شیمیایی ثابت، داشتن دمای همجوشی بالا، امن، قابل بازیافت، متریال PCM شامل کربوهیدرات و چربی هارا می‌توان از منابع تجدیدپذیر تولید کرد.[۲]

#### معایب
- هدایت حرارتی کم در حالت جامد و نرخ انتقال حرارت بالا در طول چرخه انجماد، ظرفیت ذخیره‌سازی گرمای نهان حجمی پایین، قابل اشتعال، هزینه بر به دلیل نیاز به تصفیه کامل نفت

### مواد ترکیبی

#### مزایای استفاده
- دارای نقطه ذوب بالا، چگالی ذخیره‌سازی حجمی بالاتر از ترکیبات آلی

#### معایب
- آمار و اطلاعات کمی در مورد خواص ترموفیزیکی آن موجود است و استفاده از این مواد بسیار جدید نیازمند افزار ذخیره‌سازی حرارتی هستند.[۴]

### مواد جاذب رطوبت
بسیاری از مواد طبیعی ساختمان رطوبت گیر هستند، که گرمازا و گرماگیر هستند.

## طراحی با مواد تغییر فاز
در طراحی هر سیستم ذخیره انرژی که بر مبنای مواد تغییر فازدهنده عمل می‌کند، بایستی حداقل سه مورد زیر در نظر گرفته شود:
- ماده PCM مناسب با دمای ذوب مورد نظر
- مبدل حرارتی با سطح تبادل حرارتی مناسب
- محفظه نگهدارنده PCM که قابلیت جذب تغییرات حجم PCM به هنگام تغییر فاز را داشته باشد و سازگار با آن نیز باشد.

استفاده از مواد ذخیره‌کننده انرژی و تغییر فازدهنده در آجر موجب کاهش مصرف انرژی می‌شود. نکته لازم به توجه آنکه برای دستیابی به کارایی بهتر باید دمای ذوب مواد مورد نظر در محدوده دمای کاری باشد تا علاوه بر خاصیت عایق بودن آن‌ها بتوان از خواص تغییر فاز نیز استفاده کرد. استفاده از مواد تغییر فازدهنده میزان شار حرارتی ورودی به ساختمان را تا ۳۸ درصد کاهش می‌دهد. همچنین افزایش تعداد حفره‌های مواد تغییر فازدهنده در آجر موجب کاهش
۱۱ درصدی شار حرارتی و بار سرمایشی می‌شود.

## انواع مواد تغییر فاز دهنده
PCMهای آلی را می‌توان به گروه پارافین‌ها (ذخیره آلکان‌ها) و غیرپارافین‌ها مانند استرها، اسیدهای چرب، الکل‌ها و گیلکولیک اسیدها تقسیم‌بندی نمود. دی هیدرات، سولفات سدیم، هگزاهیدرات کلرایدکلسیم و پارافین جز مهم‌ترین PCMها هستند. PCMها را بر اساس دمای تغییر فاز، به سه دسته مهم می‌توان تقسیم نمود که عبارتند از: یوتکتیک، هیدرات نمک‌ها و مواد آلی. یوتکتیک‌ها نمک‌های محلول در آب هستند که دمای تغییر فاز آن‌ها کمتر از است و هیدرات نمک‌ها، نمک‌های خاصی هستند که دمای تغییر فاز آن‌ها بالای است. مواد آلی نیز معمولاً از زنجیره‌های بلند کربن و هیدرو‍ژن تشکیل شده‌اند که دمای تغییر فاز آن‌ها نیز بالای است.
برای کاربردهای تجاری و صنعتی، مواد تغییر فازدهنده برای داخل یک پوشش آب‌بندی شده قرار گیرند. دمای کاری متداول‌ترین PCMها بین ۴۰- تا ۱۱۷+ درجه سانتیگراد است. این مواد را می‌توان به صورت صفحه، لوله یا کره، با پوششی ا ز جنس پلی اتیلن بسته‌بندی نمود. با استفاده از محصول نامبرده می‌توان مخزن جاذب انرژی حرارتی ساخت و PCMهای بسته‌بندی شده را در آن‌ها قرار داد که حرارت را به سیال موجودی در سیستم، که می‌تواند هوا یا آب باشد، منتقل کند. باید بین بسته‌های PCM فاصله باشد تا سیال مذکور به راحتی در فواصل آن‌ها جریان یابد و تبادل انرژی حرارتی انجام شود.ref<شیخ جابری، فریبا، (۱۳۹۰) استفاده از فناوری نانو در ذخیره‌سازی انرژی حرارتی، ماهنامه فناوری نانو، شماره ۴،>

## کاربرد PCM
PCMها با توجه به دمای تغییر حالتشان کاربردهای متنوعی پیدا کرده‌اند. موادی که زیر ۱۵ درجه‌سانتی‌گراد ذوب می‌شوند، برای خنک کردن و تهویه هوای اتاق قابلیت استفاده دارند. موادی که بالای ۹۰ درجه‌سانتی‌گراد ذوب می‌شوند، برای کاهش دما در جاهایی که دما ممکن است به‌طور ناگهانی بالا رود کاربرد دارند و مانع آتش‌سوزی می‌شوند. سایر PCMها که دمای ذوبشان بین این دو مقدار است برای ذخیره‌سازی انرژی خورشیدی کاربرد دارند.
PCMها برای سرد و گرم کردن در مقیاس کوچک (برای مثال یخچال خورشیدی) نیز کاربردهای ویژه‌ای دارند؛ به عنوان مثال می‌توان تری هیدرات استات سدیم برای گرم‌کننده‌های دست در زمستان، یا اجاق‌های گرم‌کننده غذا که در آن یک لایه PCM به کار رفته است را نام برد. اجاق گرم‌کننده پیتزا می‌تواند با استفاده از یک لایه PCM که با مقاومت‌های به کار رفته شارژ می‌شود و در زمان لازم برای جلوگیری از سرد شدن غذا تغییر فاز داده، گرمای خود رابه غذا دهد. ref<شیخ جابری، فریبا، (۱۳۹۰) استفاده از فناوری نانو در ذخیره‌سازی انرژی حرارتی، ماهنامه فناوری نانو، شماره ۴،>

## کاربرد فناوری نانو در ذخیره‌کننده‌های انرژی حرارتی
توسعه فناوری نانو موجب پیدایش دسته‌ای از مواد نانوساختار با کارایی بالا شده است که قابلیت جذب انرژی حرارتی و آزادسازی آن در زمان نیاز را دارند و به مرور کاربردهای صنعتی یافته‌اند.

## نانو و میکروکپسوله کردن
در برخی موارد، مواد ذخیره‌کننده حرارت با ابعاد میکرونی یا میلیمتری هستند که معمولاً ساختار هسته-پوسته دارند. هسته ممکن است از نانوکامپوزیت تشکیل شده باشد که یک بخش شامل ماده تغییر فازدهنده و کسر کوچکی از مواد با قابلیت هدایت حرارتی بسیار بالا و نانوذراتی با نقطه ذوب بالاتر نسبت به مواد تغییر فاز دهنده، هستند. پوسته نیز از لایه نازکی از نانوذرات خنثی با قابلیت هدایت بالا است. ماده تغییر فازدهنده در هسته می‌تواند در حین تغییر حالت جامد-مایع، انرژی نهان حرارتی را جذب و آزاد سازد. میکروکپسول می‌تواند به صورت کروی باشد و دیواره هسته را بپوشاند. (مطابق شکل ۳)
سیستم مذکور امکان جابجایی مواد گازی و مایع را به شکل یک جامد فراهم می‌سازد و همچنین مواد سمی و خطرناک را نیز به راحتی می‌توان با کپسوله کردن جابجا نمود. نوع میکروکپسول عمدتاً به جنس هسته و نحوه تولید پوسته بستگی دارد. انواع کپسول‌ها عبارتند از تک هسته؛ که هسته توسط پوسته احاطه شده است، چند هسته؛ که تعداد زیادی هسته داخل یک پوسته قرار دارند و ماده زمینه؛ که ماده هسته به‌طور یکنواخت در ماده پوسته توزیع شده است.
به عنوان یک مثال از روش سنتز این دسته از مواد، می‌توان ماده تغییر فازدهنده n_octadevane را به وسیله polyuria کپسوله نمود. برای این کار از روش شیمیایی شامل پلیمریزاسیون استفاده می‌شود و یک مونومر محلول در روغن و چند مونومر آمینی محلول در آب به محلول اضافه می‌شوند.ref<شیخ جابری، فریبا، (۱۳۹۰) استفاده از فناوری نانو در ذخیره‌سازی انرژی حرارتی، ماهنامه فناوری نانو، شماره ۴،>

## کاربرد PCM کپسوله شدن در ساختمان
دیواره‌های پیش ساخته ارزان قیمت بوده و کاربرد زیادی در ساختمان‌سازی دارند و به راحتی می‌توان از PCM در آن استفاده نمود که این امر باعث می‌شود که دور تا دور فضای داخلی ساختمان با مخازن ذخیره‌کننده انرژی حرارتی پوشیده شود. کارایی دیوارهای PCM به چند عامل بستگی دارد که عبارتند از دمای ذوب PCM، محدوده تغییرات دمای دیوار، ظرفیت گرمایی به ازای واحد سطح دیوار، نحوه اعمال PCM به داخل دیوار و شرایط آب و هوایی. استفاده از این دیواره‌ها مانع افزاش دمای محیط داخل ساختمان می‌شود و دما را متعادل نگه می‌دارد. در بسیاری از مناطق دنیا، بتن برای ساخت بناهای مسکونی و تجاری کاربرد وسیعی دارد. بتن به دلیل ظرفیت گرمایی نسبتاً بالا، در طول روز مقدار زیادی گرما از خورشید جذب می‌کند و در هنگام شب این گرما را به ساختمان می‌دهد. برای افزایش ظرفیت گرمایی بتن می‌توان PCMها را داخل آن تعبیه نمود.

## نانوالیاف کربنی
مواد تغییر فازدهنده خواص فیزیکی حرارتی ضعیفی دارند، مانند ظرفیت گرمای ویژه و رسانایی حرارتی کم؛ یکی از این مواد متداول عبارت است از نمک‌های یوتکتیک فلزات قلیایی مانند نیترات، کلراید و کربنات سدیم، پتاسیم، لیتیم و کلسیم. با استفاده از وارد کردن نانومواد به داخل مواد مذکور می‌توان خواص حرارتی آن‌ها را بهبود بخشید. به عنوان مثال می‌توان از نانوالیاف کربنی که مقاومت بالایی در برابر خوردگی شیمیایی دارند و با بیشتر PCMها سازگاری دارند، استفاده نمود. رسانایی حرارتی الیاف کربنی به میزان قابل توجهی بالاست و چگالی آن‌ها کمتر از kg/m3 2260 است که بسیار سبک‌تر از فلزات هستند و به عنوان افزودنی کاربرد یافته‌اند.ref<شیخ جابری، فریبا، (۱۳۹۰) استفاده از فناوری نانو در ذخیره‌سازی انرژی حرارتی، ماهنامه فناوری نانو، شماره ۴،>

## نانوگرافیت
گرافیت با حفره‌های نانومتری می‌تواند به عنوان محیطی برای اعمال PCM در نظر گرفته شود. به دلیل جاذبه بین گروه‌های عاملی آلی، مقدار زیادی PCM را می‌توان بدون اعمال فشار با ایجاد خلأ داخل گرافیت جا داد. کامپوزیت نانوگرافیت PCM در کاربرد ذخیره‌سازی انرژی حرارتی در طول چند صد سیکل حرارتی باید می‌ماند. رسانایی حرارتی این کامپوزیت ۱۰ برابر بیشتر از ماده تغییرفازدهنده است.

## اکسیدها و هیدروکسیدهای نانومتری
از آنجایی که پارافین اشتعال پذیر است. برای حل این مشکل از هیدروکسیدهای فلزی مانند هیدروکسید منیزیم و تری هیدرات آلومینیوم که مانع آتش‌گیری می‌شوند استفاده می‌شود. این هیدروکسیدها به صورت پودر نانومتری به PCM اضافه می‌شوند. گاهی نیز به دلیل اینکه رزین‌های فرمالدهید سمی هستند از مواد غیرآلی مانند SiO2 به عنوان پوسته استفاده می‌شود که یک ماده آمورف و PCM مانند پارافین داخل آن قرار می‌گیرد؛ از طرف دیگر SiO2 ضد آتش بوده و ظرفیت گرمایی پارافین را افزایش می‌دهد. ref<شیخ جابری، فریبا، (۱۳۹۰) استفاده از فناوری نانو در ذخیره‌سازی انرژی حرارتی، ماهنامه فناوری نانو، شماره ۴،>

## محصولات
- micronal: محصول نیمه ساخته شده متشکل از دانه‌های پارافین محصور شده در یک پلیمر است. میکروکپسول حدود ۵ میکرون قطر دارد و می‌تواند در گچ، بتن گنجانده شود. دارای دمای ذوب ۲۳ درجه سانتیگراد است.
- Maxit CLIMA: نمونه‌ای از محصول ترکیبی ساخت وساز است. نوعی گچ اسپری است که در آن micronal گنجانده شده است. دیوار با ضخامت ۳ سانتیمتری از Maxit CLIMA دارای ویژگی و جرم حرارتی مشابه به دیوار ۸ سانتیمتری بتنی و ۱۳ سانتیمتری بدون PCM می‌باشد.
- Themrmalcore: حاوی micronal است و گچی است که در دیوارها در خانه‌های PCM استفاده می‌شود، آسایش حرارتی خانه را تضمین می‌کند.
- Thermusol: این ماده مانند micronal محصول نیمه ساخته شده است. به صورت سودا و نمک است. در صنعت ساخت و ساز استفاده می‌شود.
- بلوک: یک حصیر از دو لایه مواد فیبری برای جذب بیشتر گرما ساخته شده است. معمولاً در سقف کار گذاشته می‌شود.[۵]

Autoarkis: سقف از پانل‌های پلی پروپیلن به صورت کپسول PCM ساخته شده است. این پنل‌ها در سقف ثابت کار گذاشته می‌شوند، تنظیم‌کننده دمای هوا و تهویه هوا هستند.
- Energain: پانل‌هایی برای دیوار هستند، روکش نهایی از ورق آلومینیوم است. هسته آن شامل کوپلیمرهایی با PCM پارافین است. دمای ذب ۲۲ درجه سانتیگراد و دمای انجماد ۱۸ درجه سانتیگراد است.[۷]

## در ایران
نتایج تحقیقات یک گروه پژوهشگر در کشورمان از کاهش ۴۰ درصدی مصرف انرژی در ساختمان‌ها با استفاده از «مواد تغییر فاز» (PCM) حکایت دارد. مواد تغییر فاز به صورت میکروکپسول ساخته می‌شوند و قابلیت‌های زیادی در ایجاد تعادل در دمای محیط و ذخیره‌سازی و رهاسازی گرما دارند. با اشاره به کاربرد این مواد در ژئوتکستایل‌ها، صنعت کشاورزی و ساخت لباس‌های با کاربرد خاص، می‌توان خاطرنشان کرد: این مواد هوشمند در مدیریت انرژی ساختمان و ایجاد دمای مطلوب کاربردهای فراوانی دارند و در دنیا نیز شرکت‌های معتبری آن‌ها را در قالب‌های تجاری تولید می‌کنند.
دربارهٔ اجرای این طرح می‌توان گفت:مواد مورد نیاز در میکروکپسول‌هایی ساخته و در قطعات پیش ساخته ساختمانی تعبیه می‌شود. پس از ساخت اتاقک‌هایی با این قطعات پیش ساخته، کارکرد مواد در مقایسه با پروتکلی که برای آن تدوین شده بود، تست می‌شود که نشان می‌دهد این مواد در هوای سرد و هوای گرم تا ۴۰ درصد از اتلاف انرژی جلوگیری می‌کنند. این مواد هوشمند طبق دمایی که برای آن‌ها تعریف می‌شود در طول شبانه روز گرمای اضافه در محیط ساختمان را جذب و در صورت کاهش دما، گرمای جذب شده را رهاسازی می‌کنند. به این ترتیب دمای متعادل تعریف شده در ساختمان حفظ می‌شود. برای استفاده از این مواد در طراحی و ساخت ساختمان‌ها راه زیادی در پیش داریم. چه آنکه پارامترهای مختلف زیادی در سازه و مصالح ساختمان باید در نظر گرفته شود.